# Сулейменова, Зульфия Булатовна
Зульфия Булатовна Сулейменова (каз. Зүлфия Болатқызы Сүлейменова; род. 25 февраля 1990, Актюбинск, Казахская ССР) — казахстанский государственный деятель. Министр экологии и природных ресурсов Республики Казахстан (4 января — 1 сентября 2023).

## Биография
Родилась 25 февраля 1990 года в Актюбинске. Её отец Булат Калимуллович Сулейменов осуждён за хищение имущества на четыре года с конфискацией имущества в 2011 году.
Окончила бакалавриат и магистратуру Евразийского национального университета им. Л. Н. Гумилёва по специальности «Международные отношения», получила степень PhD в Национальном институте политических исследований Японии по программе «Безопасность и международные исследования».
Работала заместителем директора департамента климатической политики и зелёных технологий Министерства экологии, геологии и природных ресурсов Казахстана; консультантом дивизионов по окружающей среде и развитию, энергетики, а также макроэкономической политики и финансирования развития Экономической и социальной комиссии ООН для Азии и Тихого океана (Бангкок, Таиланд); офисах Программы развития ООН в Казахстане и Туркменистане; научным сотрудником Казахстанского института стратегических исследований. В 2019 году вошла в Президентский молодёжный кадровый резерв.
С января 2021 по март 2022 года — депутат мажилиса парламента Казахстана VII созыва, избрана по партийному списку партии «Нур Отан» (с марта 2022 года переименована в партию «Аманат»).
С марта 2022 по 4 января 2023 года — вице-министр экологии, геологии и природных ресурсов.
В июне 2022 года назначена национальным координатором Казахстана по Глобальному экологическому фонду.
С 4 января по 1 сентября 2023 года — министр экологии и природных ресурсов Казахстана.
21 сентября 2023 года назначена советником президента — специальным представителем президента Республики Казахстан по международному экологическому сотрудничеству.

## Критика
Стремительный рост карьеры Зульфии Сулейменовой некоторые связывали с её родством с известным политиком Ерланом Кариным, государственным советником РК. Её критиковали за отсутствие соответствующего образования в сфере экологии. Также за таскание с собой команды, которые не являются специалистами в сфере экологии. Критике подвергся её выбор сделать криминального авторитета Зангара Хасенова своим помощником.

## Премии
- Лауреат международной премии «Содружество дебютов» Совета гуманитарного сотрудничества СНГ в области экологии и охраны окружающей среды за 2013 год[15][16].